# پترا ماندولا
 پترا ماندولا (مجاری: Petra Mandula؛ زاده ۱۷ ژانویهٔ ۱۹۷۸) یک تنیس‌باز اهل مجارستان است. 